# Jan Derksen (zanger)
Jan Derksen (Alkmaar, 14 juli 1932 - Amsterdam, 10 maart 2004) was een Nederlands zanger (bariton).
Derksen legde zich speciaal toe op de opera. Hij had een uitgebreid repertoire. Hij zong van Mozart tot Verdi. Ook zong hij de titelrol Wozzeck uit de gelijknamige opera van Alban Berg.
Daarnaast bezat hij een sterk acteertalent.
Derksen trad regelmatig op in Duitsland, Italië en Nederland.